# Cleanto Marcon
Cleanto Marcon (Spercenigo, 1º agosto 1920 – Spercenigo, 7 luglio 2011) è stato un militare italiano, reduce dei campi di prigionia nazisti durante la seconda guerra mondiale.

## Biografia
Nato in Provincia di Treviso, fu catturato a Spalato (all'epoca Yugoslavia) il 12 settembre 1943 e successivamente internato nel campo di prigionia di Meppen, in Germania, con lo status di "Internato Militare Italiano (IMI)"
Visse nel lager in condizioni disumane, proibitive sotto ogni aspetto, a partire dall'alloggio, una baracca infestata di pidocchi e cimici, passando per l'alimentazione nettamente insufficiente e malsana (un mestolo di verze e qualche pezzetto di patata), lavorando presso una miniera di carbone, specificatamente in una cavità alta 90 cm e larga 2 metri, dove passò le intere giornate di prigionia a scavare munito solamente di torcia.
All'inizio dell'anno 1945 fu trasferito vicino a Monaco e, ad aprile dello stesso anno, liberato con un lasciapassare per l'Italia. Tornò a casa nel trevigiano a piedi da Monaco.
Fu presidente della sezione di San Biagio di Callalta dell'Associazione nazionale ex internati e continuò per tutta la vita la divulgazione del ricordo dei tragici fatti dell'internamento, anche con attività rivolte ai ragazzi delle scuole del comune d'origine.

## Onorificenze
Distintivo d'onore per i patrioti "Volontari della libertà"
Diploma d'Onore al Combattente per la libertà d'Italia 1943-1945 (Concessione del Presidente della Repubblica Italiana)